# Carélie du Nord
Pour les articles homonymes, voir Carélie.
La Carélie du Nord (en finnois : Pohjois-Karjala, en suédois : Norra Karelen) est une région de l'est de la Finlande. Sa capitale est Joensuu.
En 2019, la région compte 161 925 habitants vivant sur une superficie de 21 583,67 km2.

## Géographie
C'est la région la plus orientale de Finlande.
Les régions frontalières sont : au nord le Kainuu, au sud la Carélie du Sud, à l'ouest la Savonie du Nord et la Savonie du Sud. La République de Carélie, en Russie, borde l'est.

## Histoire
Cette région correspond à peu près à la moitié ouest de la partie nord de la province historique de Carélie. Tout le pourtour du lac Ladoga a été annexé par l'Union soviétique à l'issue de la guerre d'Hiver en 1940, annexion confirmée par la défaite finlandaise de 1944 (Guerre de continuation).

## Composition de la région

### Municipalités actuelles
Treize municipalités composent la région, dont cinq villes :
- Sous-région de Joensuu
  - Ilomantsi
  - Joensuu (ville)
  - Juuka
  - Kontiolahti
  - Liperi
  - Outokumpu (ville)
  - Polvijärvi
- Sous-région de Carélie centrale
  - Kitee (ville)
  - Rääkkylä
  - Tohmajärvi
- Sous-région de Carélie du Pielinen
  - Lieksa (ville)
  - Nurmes (ville)
  - Valtimo

### Anciennes municipalités
- Eno fusionnée avec Joensuu le 1er janvier 2009
- Kesälahti fusionnée avec Kitee le 1er janvier 2013
- Kiihtelysvaara fusionnée avec Joensuu le 1er janvier 2005
- Nurmeksen maalaiskunta fusionnée avec Nurmes en 1973
- Pielisjärvi fusionnée avec Lieksa en 1973
- Pyhäselkä fusionnée avec Joensuu le 1er janvier 2009
- Tuupovaara fusionnée avec Joensuu le 1er janvier 2005

## Population
Depuis 1980, l'évolution démographique de la région de Carélie du Nord, au périmètre du 1er janvier 2017, est la suivante:
| Année      | 1980    | 1985    | 1990    | 1995    | 2000    | 2005    | 2010    | 2015    |
| ---------- | ------- | ------- | ------- | ------- | ------- | ------- | ------- | ------- |
| population | 176 650 | 177 567 | 176 836 | 177 271 | 171 609 | 168 322 | 165 866 | 164 755 |

## Universités
- Université de l'Est de la Finlande
- Université des sciences appliquées de Carélie du Nord

## Paysages de Carélie du Nord

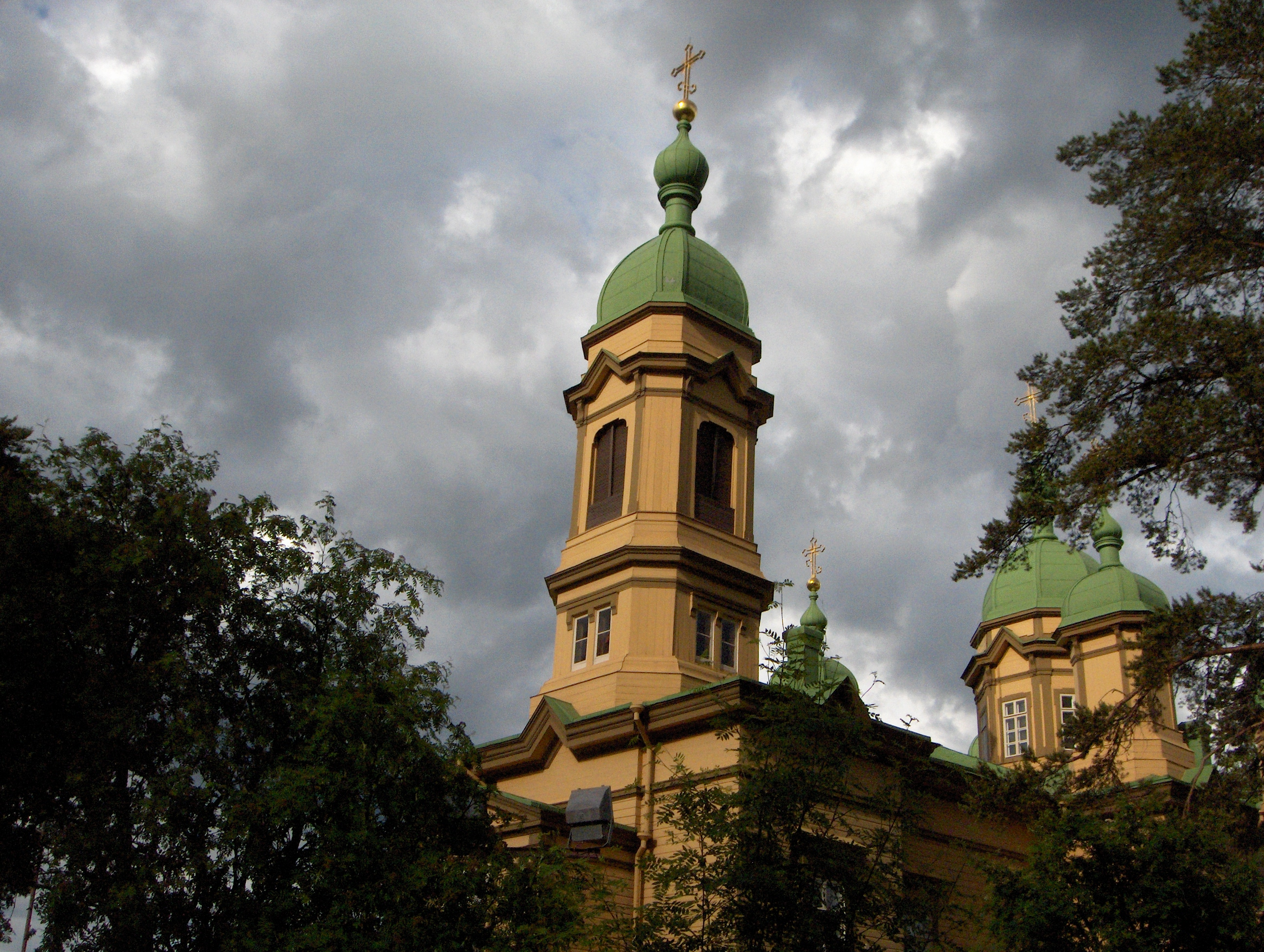
Église ortohodoxe d'Ilomantsi.
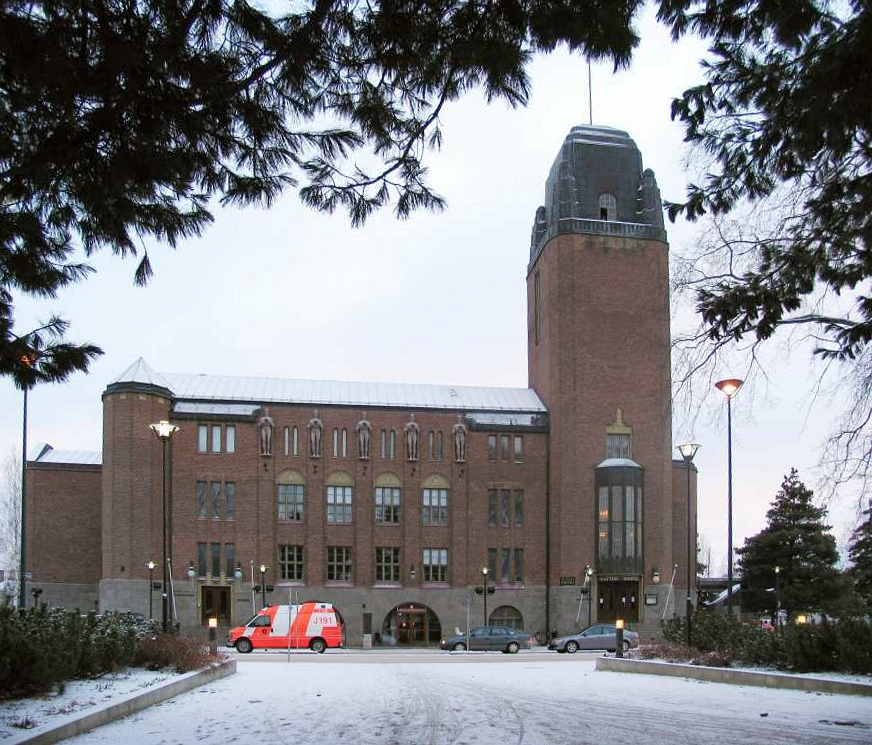
Mairie de Joensuu.
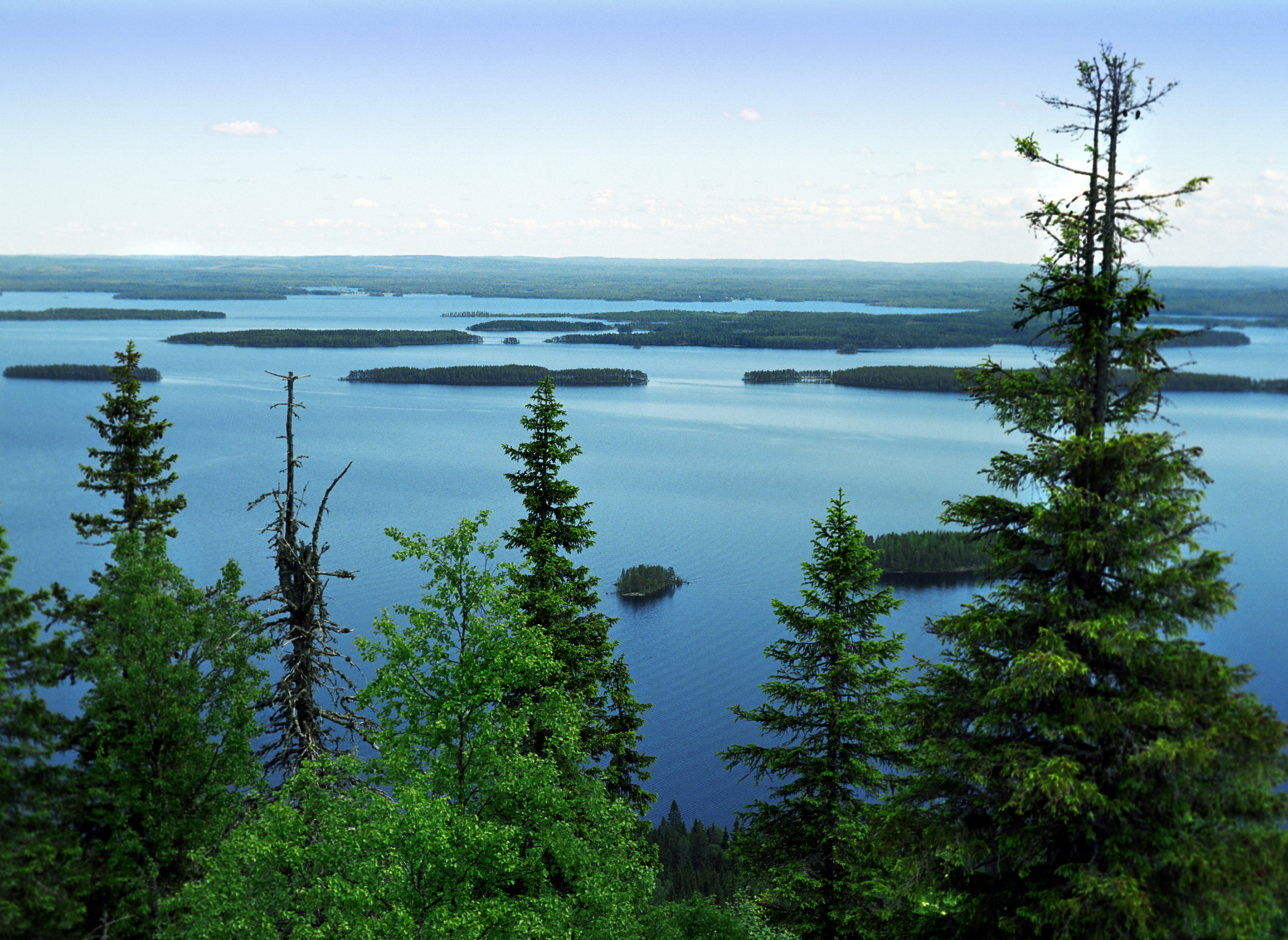
Le lac Pielinen vu de Koli.
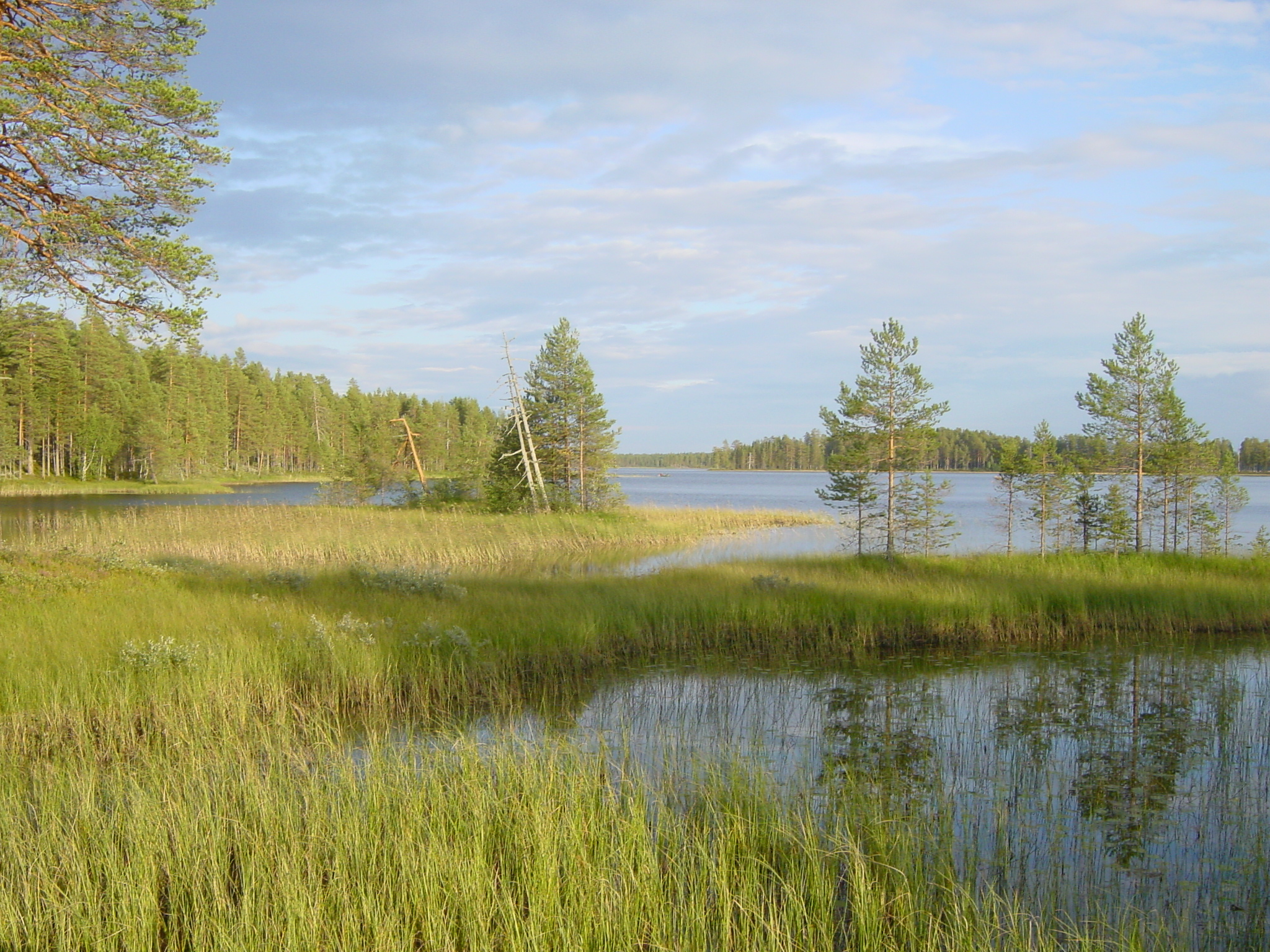
Parc national de Patvinsuo à Lieksa.